# Aczelia tsacasi
Aczelia tsacasi är en tvåvingeart som beskrevs av Nelson Papavero 1971. Aczelia tsacasi ingår i släktet Aczelia och familjen rovflugor. Inga underarter finns listade i Catalogue of Life.